# مانوئل آبرئو (بازیکن فوتبال اهل اروگوئه)
مانوئل آبرئو (اسپانیایی: Manuel Abreu‎؛ زادهٔ ۸ مارس ۱۹۷۷) بازیکن فوتبال اهل اروگوئه است.

## باشگاهی
از باشگاه‌هایی که در آن بازی کرده‌است می‌توان به باشگاه ورزشی دفنسور، باشگاه فوتبال لیورپول (مونته‌ویدئو)، باشگاه فوتبال سانتا فه، و باشگاه فوتبال مونته‌ویدئو واندررز اشاره کرد.